# Bonaventura da Potenza
Bonaventura da Potenza, al secolo Carlo Antonio Gerardo Lavanga (Potenza, 1651 – Ravello, 26 ottobre 1711), è stato un presbitero italiano dell'Ordine dei frati minori conventuali. È stato beatificato da papa Pio VI nel 1775.

## Biografia
Figlio di "povera gente ma ornata di singolare onestà di costumi e d'insigne cristiana pietà", entrò, all'età di 15 anni, come novizio nei minori conventuali di Nocera dei Pagani. Trascorso il periodo di preparazione tra Aversa, Maddaloni e l'Irpinia, nel 1675 infine, ad Amalfi, sotto la guida di padre Domenico Girardelli, venne ordinato sacerdote in cattedrale.
Fu quindi inviato in vari conventi, tra i quali quelli di Napoli, Ravello, Ischia, Sorrento e Nocera, dove divenne responsabile dei novizi.
Morì nel 1711, nel convento di Ravello dove aveva passato gli ultimi due anni di vita, per i postumi di un'operazione resasi necessaria in seguito allo sviluppo di gangrena alla gamba.

## Culto
Fu proclamato beato il 26 novembre 1775 da papa Pio VI in San Pietro.
Orazio Soricelli, arcivescovo di Amalfi-Cava de' Tirreni, ha indetto nella sua arcidiocesi uno speciale anno giubilare dedicato al beato Bonaventura da Potenza. L'anno giubilare si è aperto il 26 ottobre 2011, terzo centenario della morte del beato.
Nella città natale, gli sono stati intitolati una chiesa, una via, una piazza ed il vicolo nel quale è situata la sua casa natale, visitabile.